# Караберд (област Ширак)
Вижте пояснителната страница за други значения на Караберд.
Караберд (на арменски: Քարաբերդ) е село и община в Армения, област Ширак. Според Националната статистическа служба на Армения през 2012 г. общината има 1276 жители.

## Демография
Броят на населението в годините 1831–2004 е както следва: